# The Yin and the Yang
The Ying & The Yang – drugi album studyjny amerykańskiego rapera Cappadonny, wydany w 3 kwietnia 2001 roku nakładem wytwórni Razor Sharp Records. Gościnnie na albumie pojawili się między innymi członkowie zaprzyjaźnionej grupy Wu-Tang Clan Ghostface Killah oraz Raekwon, jak również Killah Priest z Sunz of Man, Timbo King, Shyheim, Jermaine Dupri i raperka Da Brat. Za warstwę muzyczną płyty odpowiadają między innymi True Master, Inspectah Deck, Goldfingaz oraz Neonek. Tak samo jak przy poprzednim albumie Cappadonny producentem wykonawczym albumu byli RZA oraz jego brat Divine.
Album promowany był singlem „Super Model” z gościnnym udziałem Ghostface Killah. Do singla nakręcono teledysk, a sam utwór uplasował się na 43. miejscu listy Hot Rap Songs. The Ying & The Yang zadebiutował na 51. miejscu krajowego notowania Billboard 200 oraz 19. miejscu listy Top R&B/Hip-Hop Albums.

## Lista utworów
| Nr  | Tytuł utworu                                   | Producent      | Długość |
| --- | ---------------------------------------------- | -------------- | ------- |
| 1.  | „The Grits” (gośc. 8-Off)                      | 8-Off          | 4:16    |
| 2.  | „Super Model” (gośc. Ghostface Killah)         | True Master    | 4:08    |
| 3.  | „War Rats”                                     | Neonek         | 4:36    |
| 4.  | „Bread Of Life” (gośc. Killah Priest i Neonek) | Neonek         | 4:32    |
| 5.  | „Love Is The Message” (gośc. Raekwon)          | Goldfingaz     | 3:59    |
| 6.  | „We Know” (gośc. Da Brat i Jermaine Dupri)     | Jermaine Dupri | 3:18    |
| 7.  | „Shake Dat” (gośc. Jamie Sommers)              | Goldfingaz     | 4:13    |
| 8.  | „Big Business” (gośc. Crunch i Shyheim)        | Neonek         | 4:20    |
| 9.  | „Revenge” (gośc. Timbo King)                   | Inspectah Deck | 5:00    |
| 10. | „One Way 2 Zion” (gośc. Culture)               | Neonek         | 5:21    |
| 11. | „Save The Children” (gośc. Culture)            | Neonek         | 4:56    |
|     |                                                |                | 48:39   |

Sample
- W utworze „The Grits” wykorzystano fragment utworu „Lagrimas” w wykonaniu Dark Latin Groove.
- W utworze „Super Model” wykorzystano fragment utworu „Jealous Love” w wykonaniu Wilsona Picketta oraz zinterpolowano utwór „I'm in Love” w wykonaniu Evelyn King.
- W utworze „Love Is the Message” wykorzystano fragment utworu „Love Is the Message” w wykonaniu grupy MFSB.

Uwagi
1. ↑  Ukryty utwór

## Notowania
| Rok  | Album                | Notowanie | Notowanie | Notowanie |
| Rok  | Album                | USA 200   | USA R&B   |           |
| ---- | -------------------- | --------- | --------- | --------- |
| 2001 | The Yin and the Yang | 51        | 19        |           |